# داريا ميلنيكوفا
داريا ميلنيكوفا (مواليد 9 فبراير 1992) هي ممثلة روسية ولدت بمدينة أومسك، بدأت مسيرتها الفنية عام 2006.

## روابط خارجية
- داريا ميلنيكوفا على موقع IMDb (الإنجليزية)
- داريا ميلنيكوفا على موقع قاعدة بيانات الفيلم (الإنجليزية)
- داريا ميلنيكوفا على موقع كينوبويسك (الروسية)